# Peter Pan XXX: An Axel Braun Parody
Peter Pan XXX: An Axel Braun Parody ist eine US-amerikanische Porno-Parodie auf den Film Peter Pan. Der Film wurde 2016 bei den AVN Awards in den Kategorien „Movie of the Year“ und „Best Parody“ ausgezeichnet.

## Handlung
Der Film handelt von einer magischen Reise nach Neverland mit Wendy, Tiger Lily und zwei Meerjungfrauen, die Peter Pan helfen, gegen Captain Hook zu kämpfen und Tinker Bell zu retten.

## Szenen
- Scene 1: Keira Nicole, Ryan Ryder
- Scene 2: Riley Steele, Steven St Croix
- Scene 3: Aiden Ashley, Mia Malkova, Ryan Ryder
- Scene 4: Riley Steele, Vicki Chase, Tommy Gunn
- Scene 5: Keira Nicole, Dane Cross, Jake Taylor, Jay Crew

## Auszeichnungen
- 2016: AVN Award – Best Director: Parody, Axel Braun[1]
- 2016: AVN Award – Movie of the Year[1]
- 2016: AVN Award – Best Parody[1]
- 2016: AVN Award – Best Supporting Actor (Steven St. Croix)[1]
- 2016: XBIZ Awards – Best Actor – Parody Release (Ryan Ryder, Steven St. Croix)
- 2016: XRCO Award – Best Parody (Comedy)

## Sonstiges
- Der Film ist nach Snow White XXX: An Axel Braun Parody, Sleeping Beauty XXX: An Axel Braun Parody und Cinderella XXX: An Axel Braun Parody der vierte Film in der  „Wicked Fairy Tales“-Reihe von Wicked Pictures.